# 环境应力筛选
環境應力篩選（Environmental Stress Screening，ESS）是指對產品施加環境與工作應力，如溫度、振動等，使得利用一般功能檢驗所無法測得之潛在疵病提前暴露出來，從而即早發現瑕疵而將之剔除，以達到品質管制的目的。
原先篩選代表傳統的品管篩選、鑄造件的非破壞檢驗（如X光、染色探傷等）與高壓容器的耐壓試驗等，針對電子產品之篩選使用環境應力，其汰弱功效顯著，在1979年後可靠度應力篩選（Reliability Stress Screening）漸成一獨立工作領域，其為ESS的擴充，是盛行於電子產業的品質與可靠度保證方法，除將在製程中因問題材料或不良工藝等所造成的瑕疵品剔除外，也可對此非設計疵病加以修改，以提高電子產品生產品質，滿足規格要求。